# Нала
Нала (санскр. नल, «тростник»; другая, менее точная транскрипция этого имени — Наль) — персонаж индуистской мифологии, легендарный царь Нишадхи, сын Вирасены. Один из главных героев «Сказания о Нале», входящего в состав «Махабхараты» (кн. 3-я, «Араньякапарва», гл. 50-79).

## Биография
Согласно «Махабхарате», Нала обладал прекрасным обликом и множеством достоинств, но имел одну слабость — «в кости играть был охотник». Он был женат на царевне Дамаянти из царства Видарбха. Дамаянти избрала себе Налу в мужья во время сваямвары, отдав ему предпочтение перед другими кандидатами на свою руку, среди которых были даже боги. Боги даровали свои благословения молодожёнам, но завистливый демон Кали поклялся во что бы то ни стало совратить Налу с пути дхармы и разлучить его со своей прекрасной женой.
Нала был настолько чистым и благочестивым человеком, что Кали потребовалось целых двенадцать лет, чтобы найти в характере молодого царя небольшой изъян и подвергнуть его своему тлетворному влиянию. Под влиянием Кали Нала вступил в игру в кости со своим братом Пушкарой, проиграв ему свои богатства и царство. После этого Нала и Дамаянти поселились в лесу, где вскоре вынуждены были расстаться. Нала прошёл через многочисленные трудности, но несмотря на это не сошёл с пути благочестия. В конце концов он смог преодолеть влияние Кали и выиграть назад своё царство у Пушкары. После этого Нала и Дамаянти вновь оказались вместе и провели остаток своей жизни в счастье и благополучии.
Перед тем, как Нала освободился от влияния Кали, тот даровал ему благословение, согласно которому каждый, услышавший историю Налы, освободится от тлетворного влияния Кали.